# Camillo Procaccini

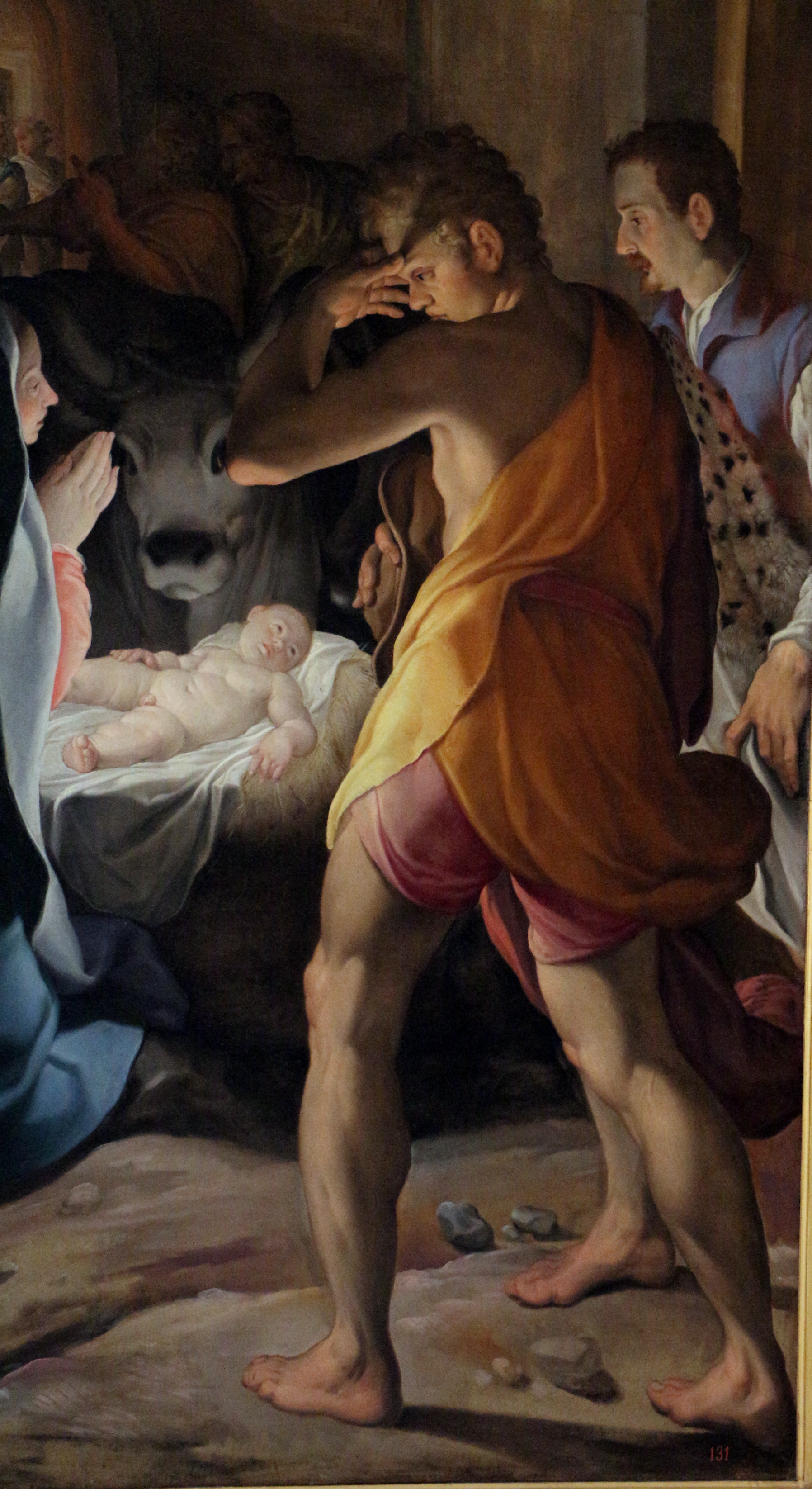
Ausschnitt aus Camillo Procaccinis Anbetung der Hirten, 1584, San Francesco, Mailand

Camillo Procaccini (* 3. März 1561 in Parma; † 21. August 1629 in Mailand) war ein italienischer Maler und Freskant des späten Manierismus aus einer bekannten Künstlerfamilie. Zentren seiner Aktivität waren Bologna und Mailand. Er wurde auch „lombardischer Vasari“ genannt („Vasari della Lombardia“).

## Leben
Er war der Sohn des Bologneser Malers Ercole Procaccini und seiner zweiten Frau Nera Sibilla und wurde während eines längeren Aufenthaltes der Familie in Parma geboren. Auch seine beiden jüngeren Halbbrüder Carlo Antonio und Giulio Cesare Procaccini wurden Künstler.
Das Malerhandwerk erlernte Camillo in der väterlichen Werkstatt. Nachdem die Familie nach Bologna zurückgekehrt war, wurde er dank der Beziehungen seines Vaters bereits 1571 als Zehnjähriger in der Künstlergilde (Arte dei bombasari e dei pittori) von Bologna aufgenommen. 1577 schuf Camillo sein erstes bekanntes Gemälde Johannes der Täufer an der Quelle (heute in der Galleria Estense, Modena), bei dem Einflüsse von Raffael, Michelangelo und Pellegrino Tibaldi zu erkennen sind.

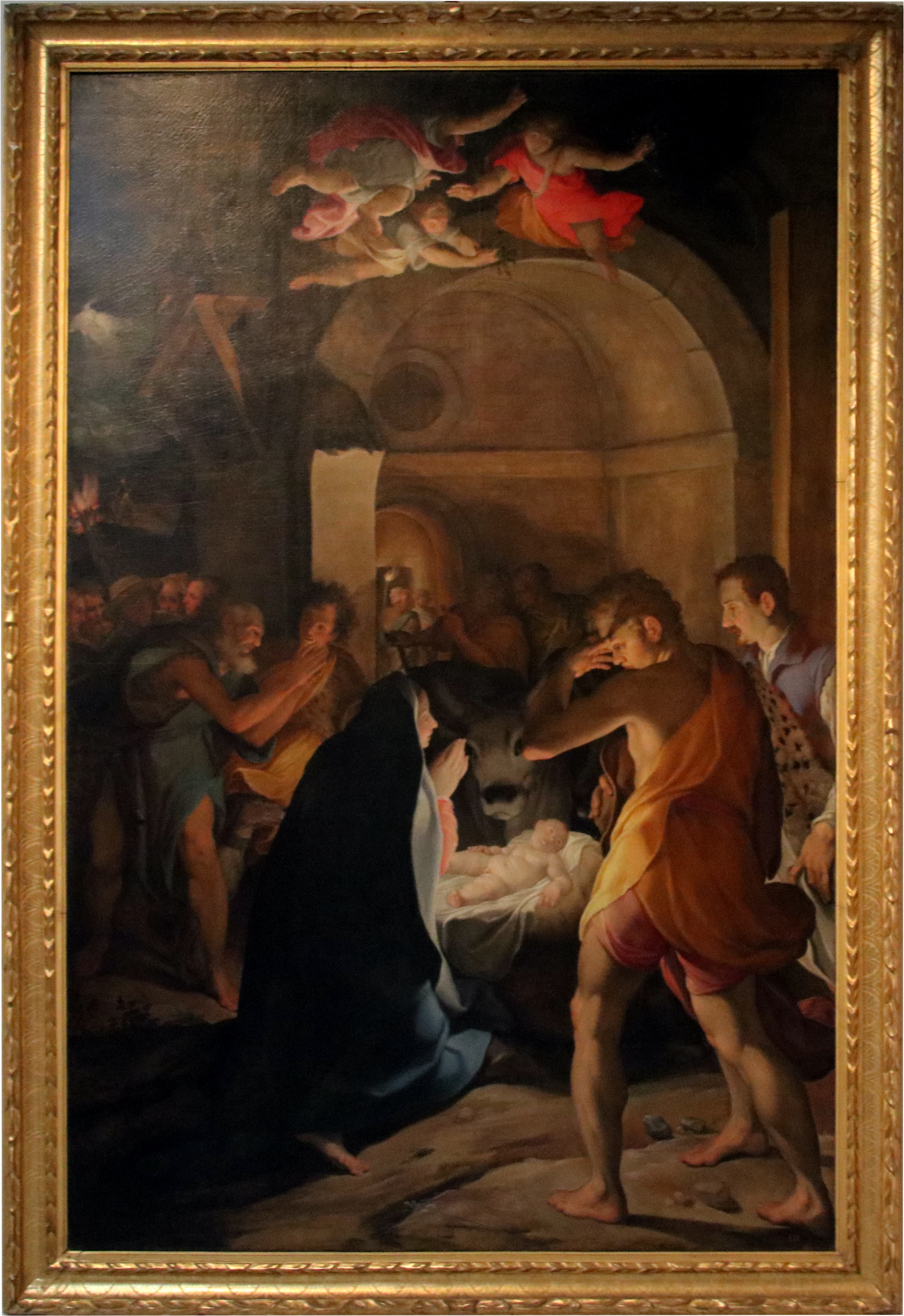
Anbetung der Hirten, 1584, Pinacoteca Nazionale di Bologna

1582 unternahm er zusammen mit seinem Malerkollegen Gian Paolo Bonconti eine Reise nach Florenz. Im darauffolgenden Jahr schenkte ihm seine Frau Francesca Dall’Olio einen Sohn, aber da beide in späteren Dokumenten nicht mehr erwähnt werden, wird vermutet, dass sie nicht lange danach starben.
Camillo Procaccini stieg schnell zu einem der gefragtesten Künstler von Bologna auf. Eine Anbetung der Hirten, die er 1584 für die Cappella Ghislieri in der Kirche San Francesco malte (heute: Pinacoteca nazionale di Bologna), zeigt Einflüsse von Correggio und Federico Barocci.
Um dieselbe Zeit erhielt er Aufträge von Kardinal Gabriele Paleotti für die Kathedrale von Bologna, wo er Fresken im Presbyterium und, gemeinsam mit Bartolomeo Cesi, auch in der Krypta (1584–85; nur fragmentarisch erhalten) und in der Cappella Paleotti (1585, verloren) ausführte. Ein anderer bedeutender Förderer Procaccinis war der Naturforscher Ulisse Aldrovandi, für dessen Landhaus er 1585 ein heute verlorenes Altarbild schuf.
Zwischen 1585 und 1587 arbeitete er in Reggio Emilia, wo er Fresken mit dem Letzten Gericht im Chorraum der Kirche San Prospero schuf. Ein Gemälde Der Hl. Rochus mit den Pestkranken, das er für das Oratorio di San Rocco in derselben Stadt malte, befand sich einst in der Gemäldegalerie in Dresden, wurde jedoch bei den Bombardierungen von 1945 zerstört (bekannt durch Fotografien). Diese Arbeiten Camillo Procaccinis hatten solchen Erfolg, dass man ihn 1586 zum Leiter der neugegründeten Akademie für Malerei und Bildhauerei von Reggio ernannte, doch nahm er 1587 eine Einladung von Graf Pirro I Visconti Borromeo nach Mailand an, wohin er mit seiner gesamten Familie (samt Vater und Brüdern) übersiedelte. Seine Fresken in San Prospero in Reggio vollendete er erst zehn Jahre später.

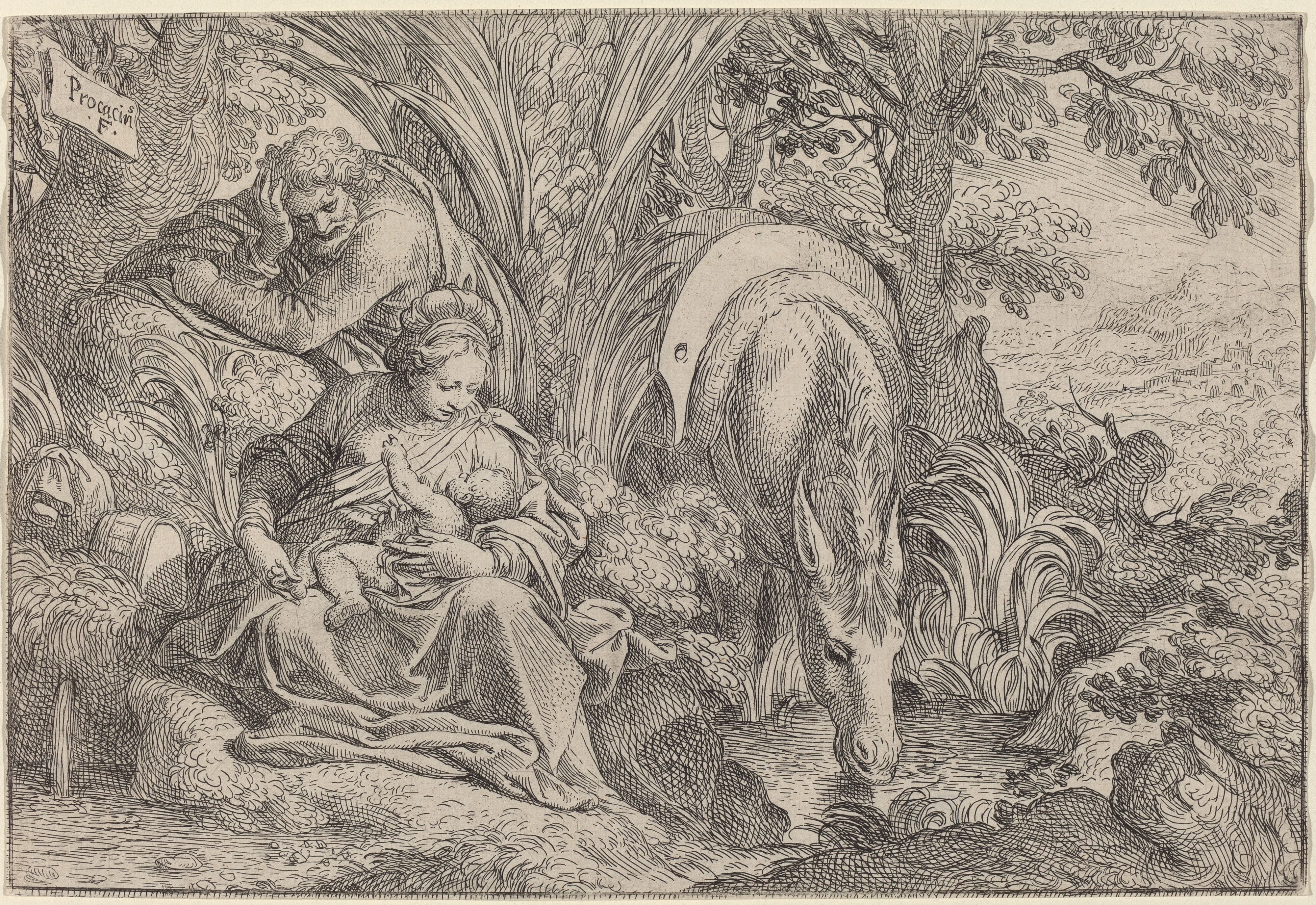
Ruhe auf der Flucht nach Ägypten, ca. 1595–1600, National Gallery of Art, Washington

In Mailand dekorierte er für Pirro I zwischen 1587 und 1589 dessen Villa in Lainate und das dazugehörige Nymphäum mit Fresken, die Einflüsse von Zuccari, und wiederum Correggio und Barrocci zeigen. Bereits 1587 wurde er von Giovanni Paolo Lomazzo in dessen Rime ehrend erwähnt.
Von Procaccini sind auch einige Radierungen bekannt, besonders vier Bilder über das Thema Ruhe auf der Flucht nach Ägypten, die seinerzeit sehr bewundert wurden und unter anderem Giovan Battista Crespi, gen. „Il Cerano“, beeinflussten.
Aus einer Volkszählung von 1590 ist bekannt, dass Camillo Procaccini zu dieser Zeit nicht verheiratet war und mit seinem Vater Ercole und seinen Halbbrüdern Carlo Antonio und Giulio Cesare zusammenlebte. Im Jahr darauf erhielt er die sogenannte emancipatio, d. h. von da an war er offiziell selbständig und unabhängig von seinem Vater.
Zu Procaccinis wichtigsten Aufträgen in den kommenden Jahren zählten mehrere Arbeiten für den Mailänder Dom, darunter das Altarbild Martyrium der Hl. Agnes (heute: Collezione Borromeo, Isola Bella, Lago Maggiore) und Gemälde für die Flügel der Orgeln (1592–95 und 1600–02). Besonders das 1595 vollendete Bild Der Triumph Davids für die südliche Orgel wurde sehr bewundert und innerhalb der Mailänder Kunstszene als stilistisch innovativ empfunden. 1611 schuf er Deckenfresken in der nördlichen Sakristei des Domes.

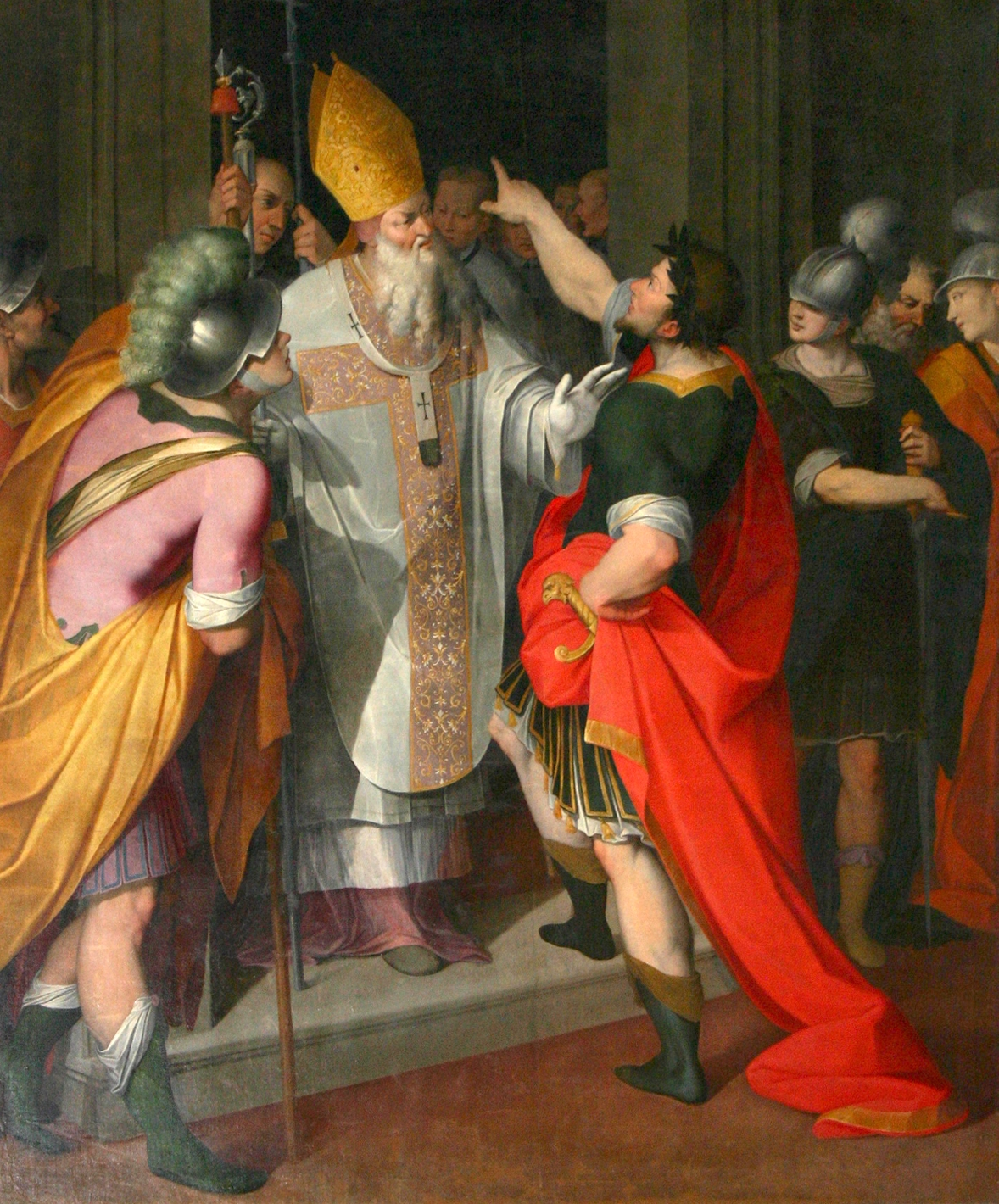
Ambrosius verwehrt Kaiser Theodosius den Zutritt zur Basilika nach dem Massaker von Thessaloniki, Sant’Ambrogio, Mailand

In seinen ersten Mailänder Jahren malte Procaccini außerdem Bilder für die Kirchen San Francesco Grande und San Fedele (heute in diversen Museen).
Ende des 16. Jahrhunderts wurde sein Stil strenger und er entwickelte sich zu einem künstlerischen Interpreten gegenreformatorischer Ideale nach den Vorgaben von Federico Borromeo. Mithilfe einer florierenden Werkstatt schuf er in den kommenden Jahrzehnten zahlreiche Gemälde – darunter Repliken und Variationen über dieselben Themen – für Kirchen in der Lombardei und in Norditalien, in einem solchen Ausmaß, dass schon Malvasia 1678 von einer wahren „Flut unzähliger Werke“ sprach (“una falange d’opre innumerabili”).
1595 war er verheiratet mit Anna Pagani, mit der er viele Kinder hatte und die ihn überlebte.
Zu den erwähnenswerten Werken Camillo Procaccinis gehören die Bilder: Apostel am Grab der Jungfrau Maria in der Kirche Santa Maria Maggiore in Bergamo (1594–96) und das Pfingstwunder im Dom zu Cremona (um 1600). Zwischen 1600 und 1609 war er zeitweise in Piacenza, wo er ein monumentales Bild vom Bethlehemitischen Kindermord (“strage degli innocenti”) in der Kirche San Sisto (1600–05), und zusammen mit Ludovico Carracci Fresken und Ölbilder für die Apsis des Domes malte (1605–09).

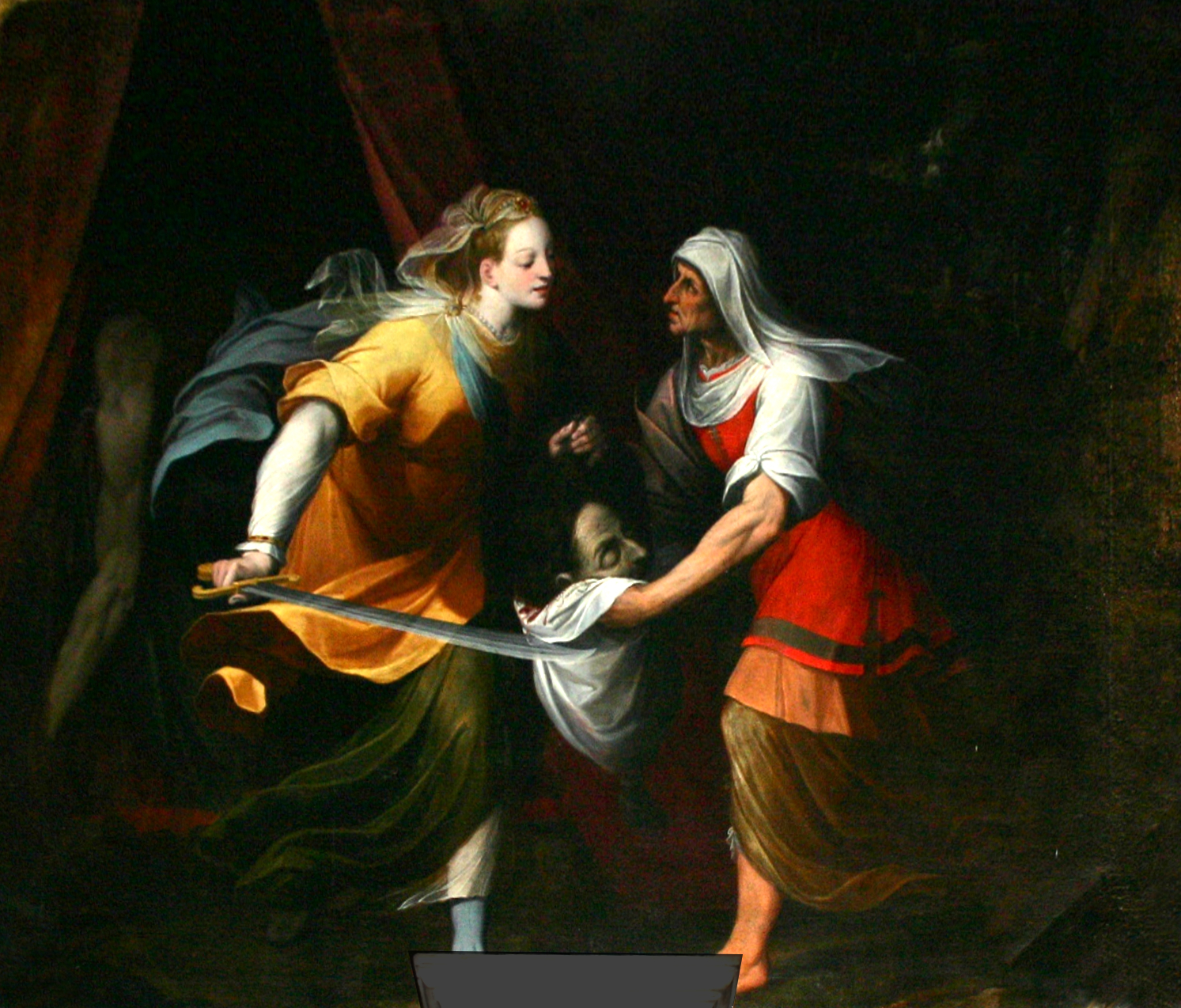
Judith mit dem Haupt des Holofernes, Santa Maria del Carmine, Mailand, 1616–19

Um 1608 malte er die heute verlorene Allegorie von Aosta für einen größeren Zyklus mit Allegorien der Provinzen für Carlo Emanuele I. von Savoyen – eine Gemeinschaftsarbeit mehrerer Maler, darunter auch sein Bruder Giulio Cesare Procaccini und Cerano.
Camillos beruflicher Erfolg spiegelt sich auch in dem 1609 erfolgten Erwerb eines Hauses in der Gemeinde von San Calimero in Mailand, wo er von da an wohnte.
1610 wirkte er bei den Festdekorationen anlässlich der Feierlichkeiten zur Kanonisation des Hl. Carlo Borromeo mit.
Im zweiten Jahrzehnt des 17. Jahrhunderts schuf er Werke für die Mailänder Kirchen Sant’Angelo, Sant’Alessandro, Santo Stefano, San Vittore al Corpo, Santa Maria del Carmine und San Marco. Er erhielt auch Aufträge für Altarbilder in der Certosa di Pavia (1616) und für San Nicola da Tolentino in Venedig (um 1618).
Gemeinsam mit seinem Bruder Giulio Cesare dekorierte er die Appartements der Christina von Frankreich im Palazzo di San Giovanni in Turin, wofür sie 1619 bezahlt wurden.

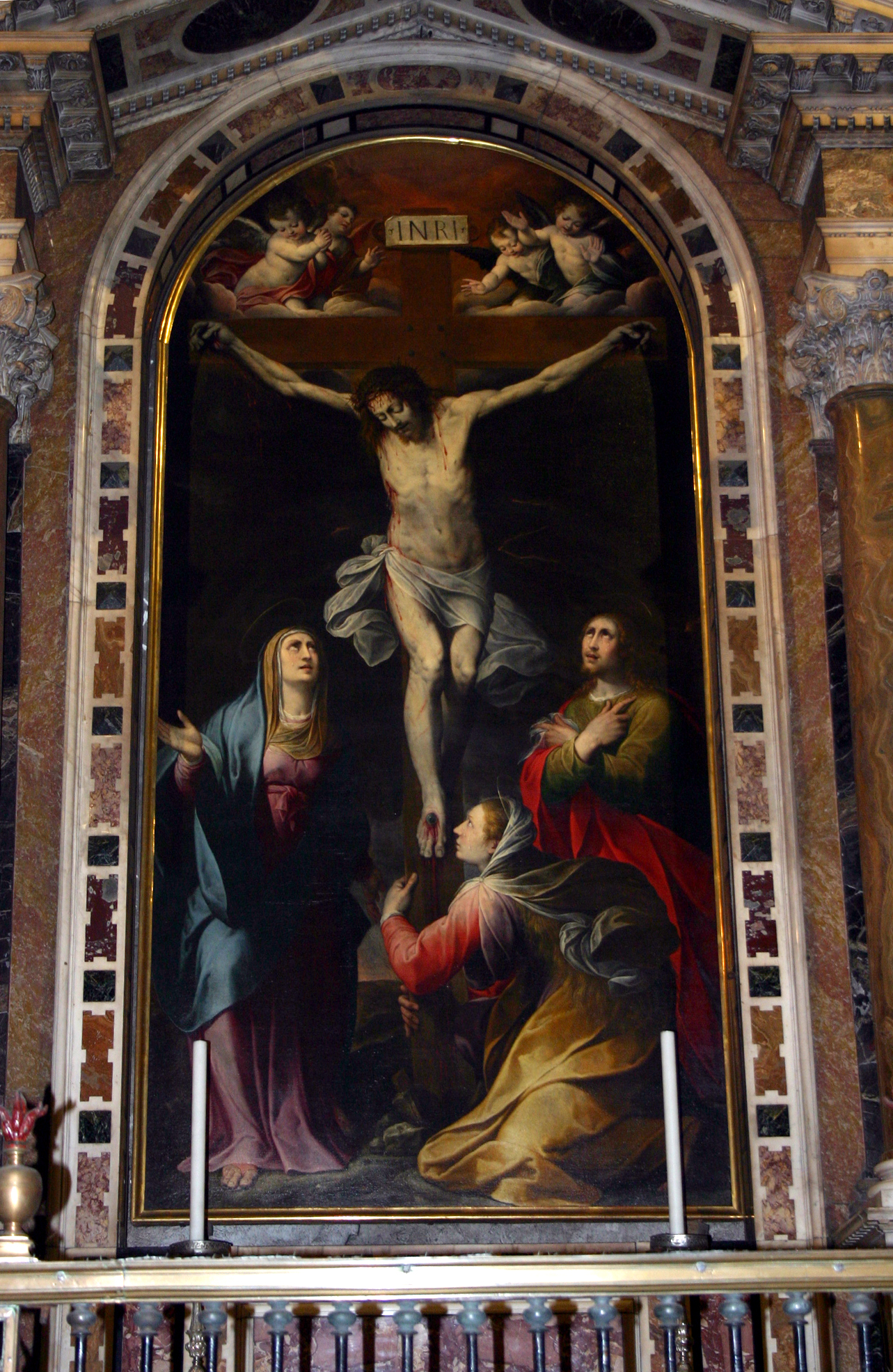
Kreuzigung (Kreuzkapelle von Sant’Alessandro, Mailand, 1623–1626)

Der spanische Gouverneur von Mailand, Gómez Suárez de Figueroa, Herzog von Feria, bestellte 1627 bei Camillo Procaccini zwei Bilder für den König von Spanien, die im Salon Nuevo im ehemaligen Alcázar von Madrid aufgehängt wurden, aber heute verloren sind.
Camillo malte wortwörtlich, solange er konnte, wovon eine Inschrift an seinem wohl letzten Werk, der Anbetung der Könige in der Gemeindekirche von Biumo Inferiore (Varese), zeugt, wo in großen Lettern in lateinischer Sprache geschrieben steht: „HIC CAMILLI PROCACINI MANUS INCLYTAE CECIDERUNT“ („Hier haben die weitberühmten Hände von Camillo Procaccini aufgegeben“).
Er starb am 21. August 1629 in Mailand.
Unter seinen Zeichnungen befinden sich auch einige Karikaturen, die er in seiner Jugendzeit anfertigte.
Das Puschkin-Museum in Moskau ist im Besitz eines Porträts von Camillo Procaccini, das mit einigen Zweifeln seinem Bruder Giulio Cesare zugeschrieben wird. Die Vorlage für einen Porträtstich, den Antonio Francesco Albuzzi zwischen 1772 und 1778 veröffentlichte, ist nicht bekannt oder verschollen.
2007 gab es eine Ausstellung mit Jugendwerken Camillo Procaccinis in der Pinacoteca Züst in Rancate; es erschien auch ein Ausstellungskatalog: Camillo Procaccini. Le sperimentazioni giovanili tra Emilia, Lombardia e Canton Ticino.

## Bildergalerie

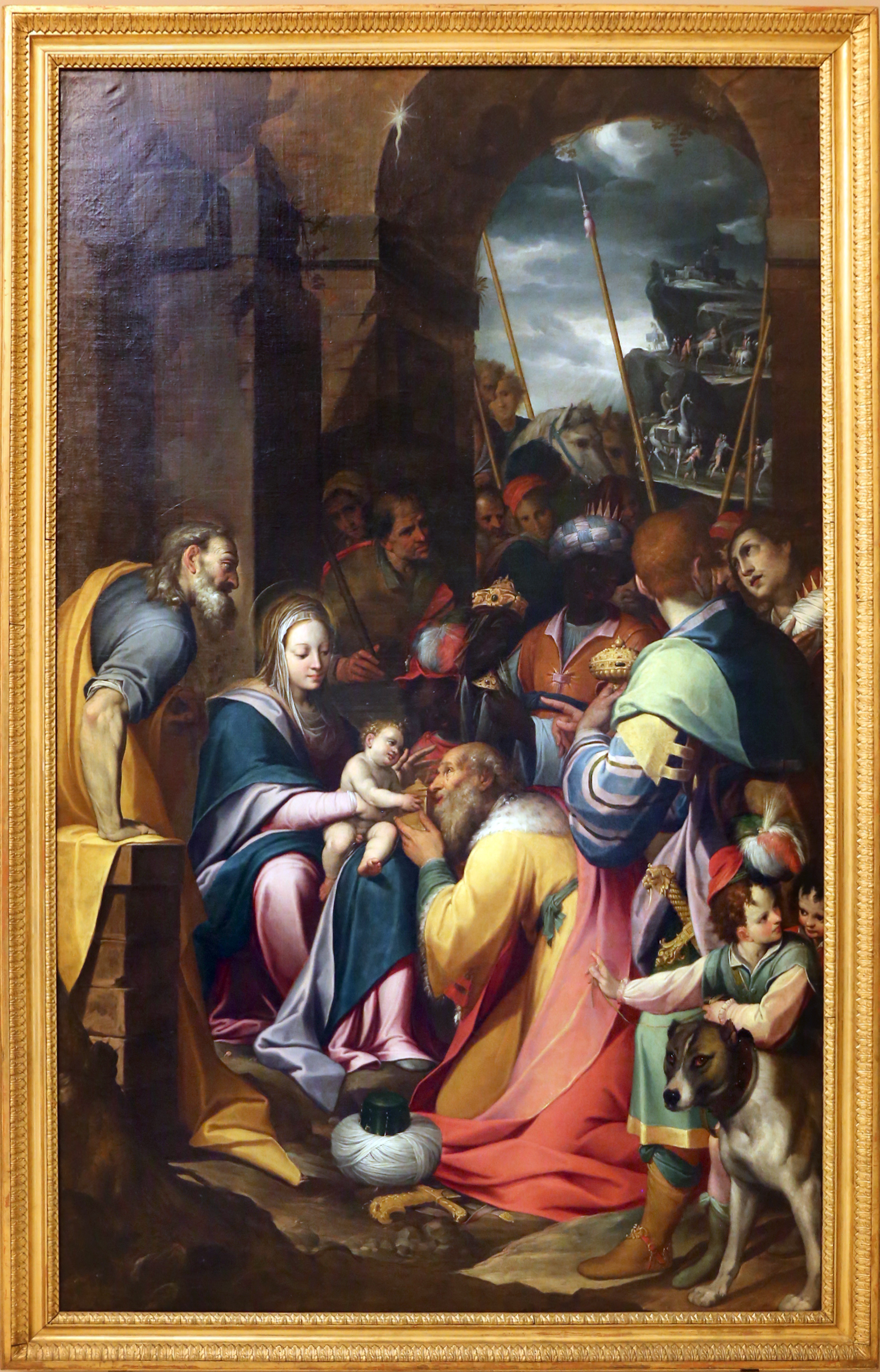
Anbetung der Könige, 1598–1608, Palazzo dei Musei, Modena
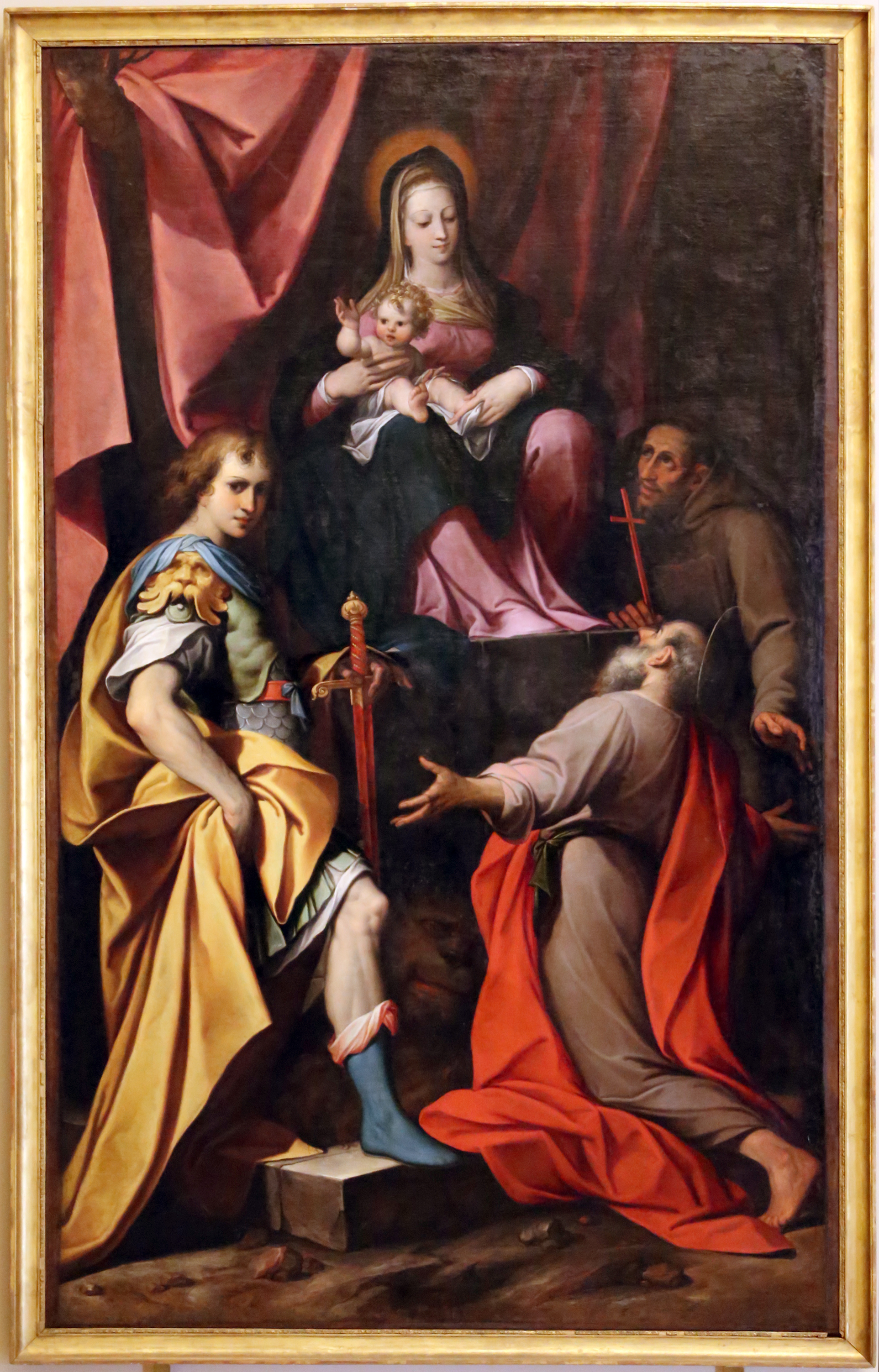
Madonna mit den Hl. Hieronymus, Vitale und Franziskus von Assisi, 1598–1626, Palazzo dei Musei, Modena
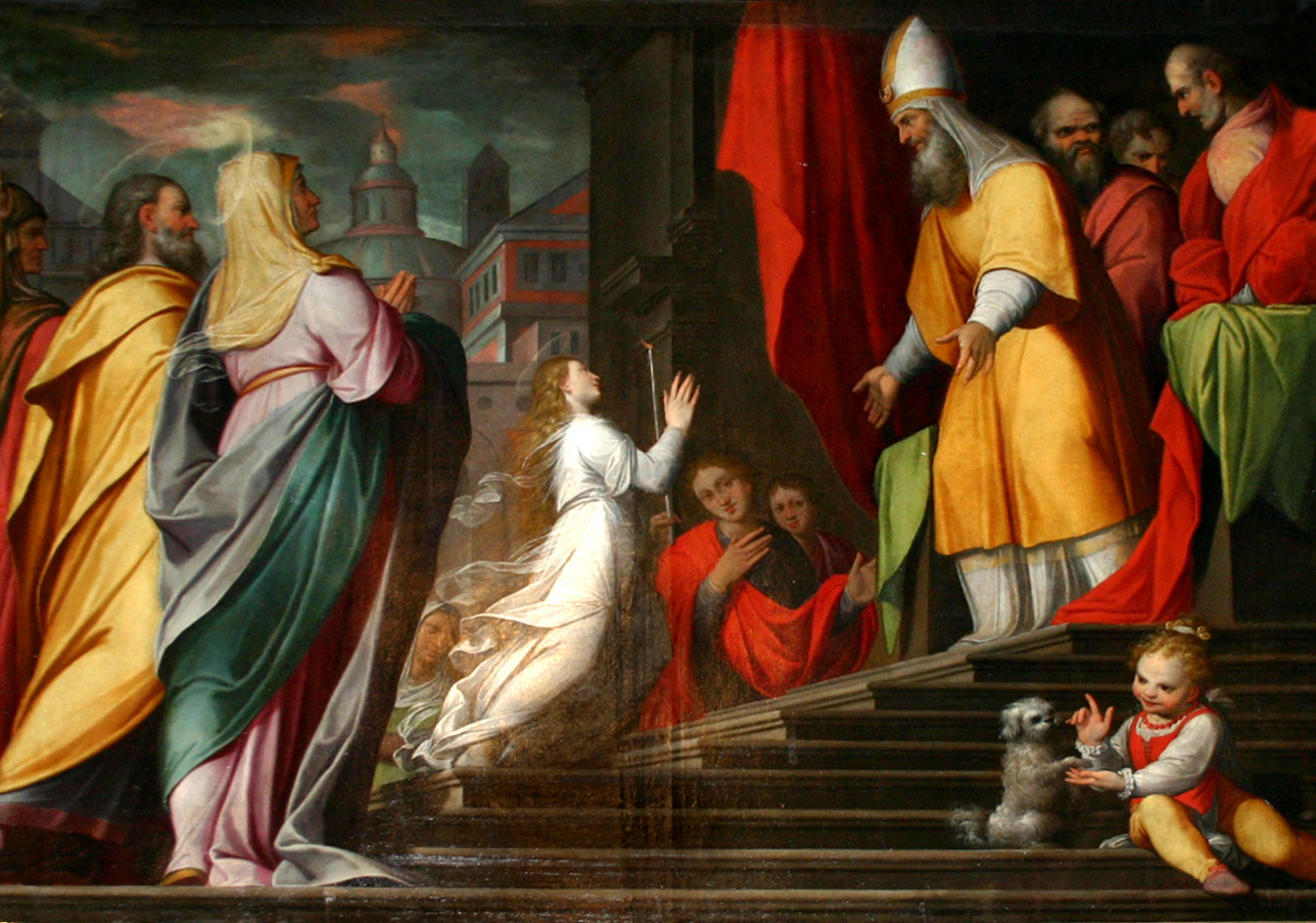
Tempelgang Mariä, Santa Maria del Carmine, Mailand, 1616–19
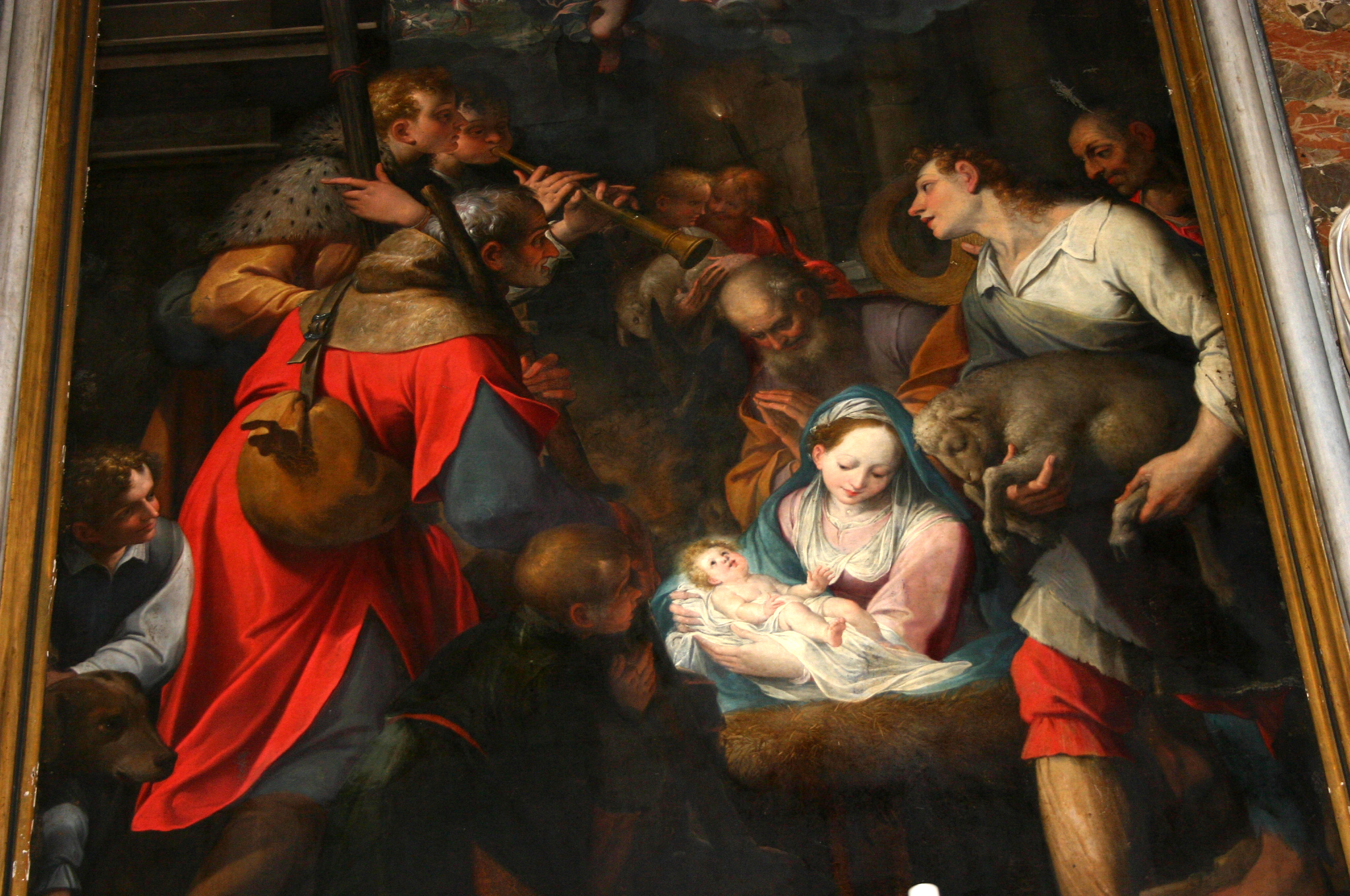
Anbetung der Hirten (Detail), Sant’Alessandro, Mailand
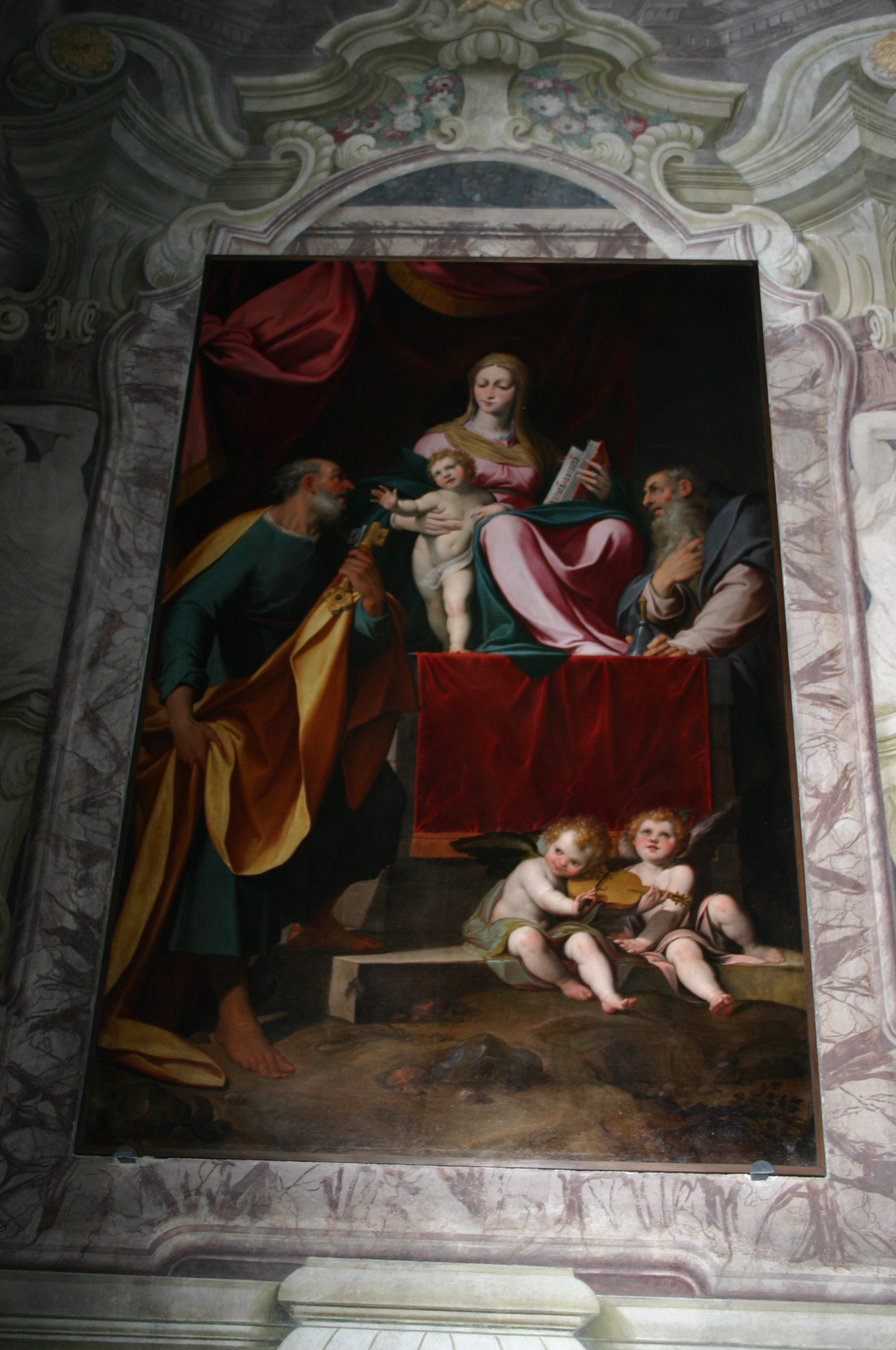
Madonna mit den Hll. Petrus und Antonius, San Marco, Mailand
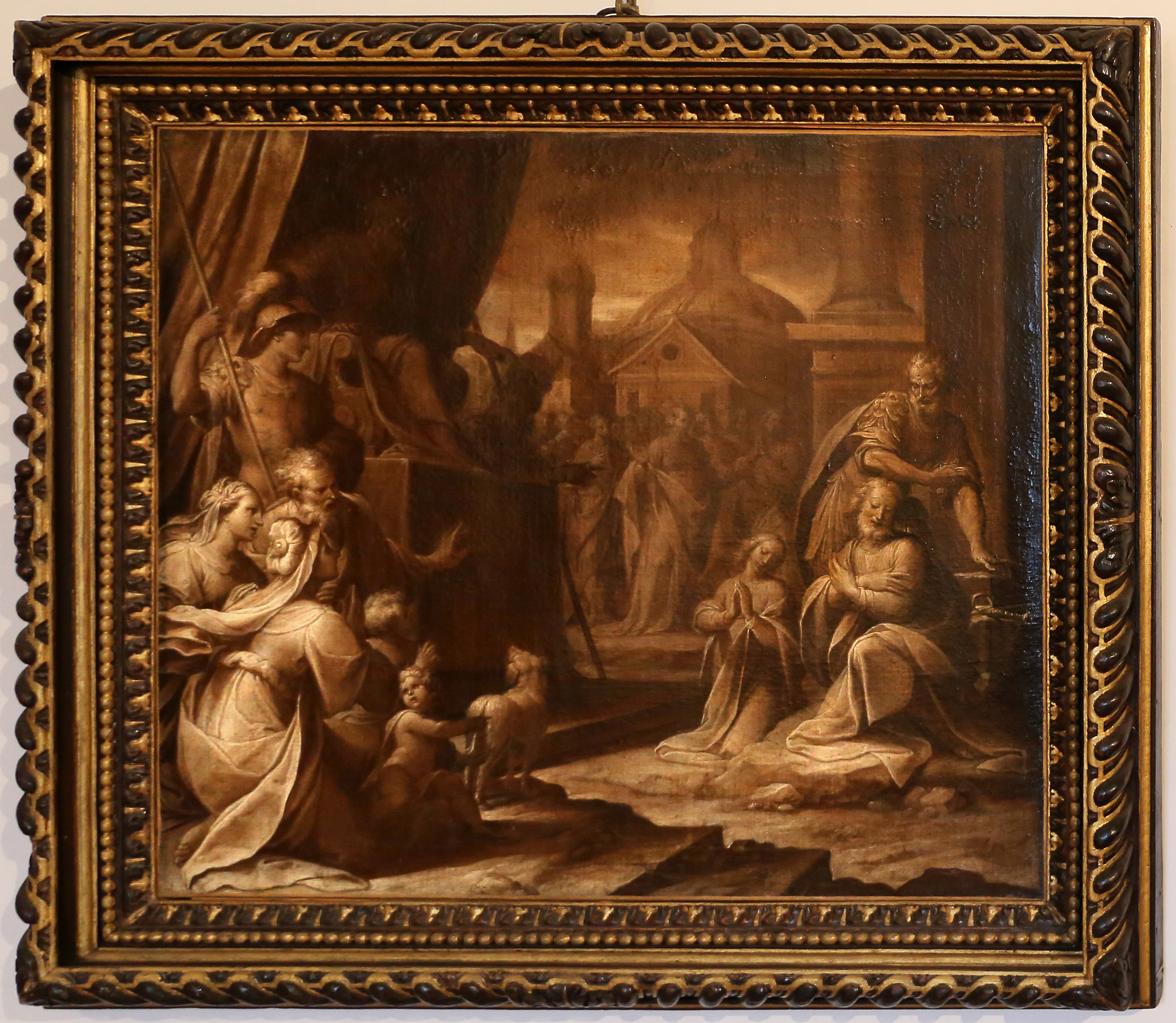
Martyrium der Hl. Nazario und Celso, Museo diocesano, Mailand

## Werkliste (Auswahl)
- Johannes der Täufer an der Quelle, Galleria Estense, Modena, 1577
- Himmelfahrt Mariä, Ss. Gregorio e Siro, Bologna, ca. 1582–83
- Anbetung der Hirten (urspr. in San Francesco, Bologna), Pinacoteca Nazionale di Bologna, 1584
- Letztes Gericht, Fresken im Presbyterium von San Prospero, Reggio Emilia, 1585–1587 und 1597
- Der Hl. Rochus mit den Pestkranken (urspr. Oratorio di San Rocco, Reggio Emilia), früher Gemäldegalerie Alte Meister, Dresden (1945 zerstört(!), bekannt durch Fotografien)
- Fresken in der Villa di Lainate, Mailand, 1587–89
- Himmelfahrt Mariä (urspr. in San Francesco Grande, Mailand), Pinacoteca di Brera, Mailand, 1590
- Transfiguration (Verklärung Christi) (urspr. in San Fedele, Mailand), Collezione Borromeo, Isola Bella (Lago Maggiore)
- Martyrium der Hl. Agnes (urspr. im Mailänder Dom), Collezione Borromeo, Isola Bella (Lago Maggiore)
- Freskenzyklus des wahren Kreuzes, Riva San Vitale (Canton Ticino), 1591–92
- Gemälde für die Flügel der südlichen Orgel (v. a. Triumph Davids) im Mailänder Dom, 1592–95
- Die Apostel am Grab der Jungfrau Maria, Santa Maria Maggiore, Bergamo, 1594–96
- Gemälde in Santa Maria di Campagna, Pallanza (Lago Maggiore)
- Pfingsten, Kirche des Ospedale Maggiore, Lodi, 1600
- Pfingstwunder, Dom von Cremona, um 1600
- Gemälde für die Flügel der nördlichen Orgel im Mailänder Dom, 1600–02
- Bilder in der Sakristei und der Cappella di San Gregorio in der Kirche San Vittore al Corpo, Mailand, 1601–02
- Dekoration im Santuario dell’Addolorata, Rho, um 1603
- Bethlehemitischer Kindermord („strage degli innocenti“), San Sisto, Piacenza, 1600–05
- Fresken und Ölbilder in der Apsis des Doms von Piacenza, 1605–09 (zusammen mit Ludovico Carracci)
- Gemälde in der Cappella dell’Immacolata in der Kirche San Francesco, Lodi, 1605–07
- Mystische Hochzeit der Hl. Katharina, Gemeindekirche von Castiglione delle Stiviere, 1606
- Madonna und Heilige (urspr. in San Domenico, Cremona), Gemeindekirche von Isola Dovarese (bei Cremona).
- Gemäldezyklus in der Collegiata von Bellinzona, 1607
- Dekoration der Cappella di San Diego d’Alcalá in der Kirche Sant’Angelo, Mailand, um 1610
- Deckenfresken in der nördlichen Sakristei im Mailänder Dom, 1611
- Himmelfahrt Mariä, Sant’Alessandro, Mailand, 1612–13
- Martyrium des Hl. Theodor, Cappella Trivulzio in Santo Stefano, Mailand, 1613
- Orgelflügel in San Vittore al Corpo, Mailand, 1615–16
- Dekoration der Cappella della Vergine in der Kirche Santa Maria del Carmine, Mailand, 1616–19
- Verkündigung und die Hl. Veronika, Certosa di Pavia, 1616
- Disput der Hl. Ambrosius und Augustinus, San Marco, Mailand, 1618
- Geburt der Jungfrau, Santa Maria delle Grazie, Brescia, 1618
- Gemälde in der Cappella di San Carlo Borromeo in der Kirche San Nicola da Tolentino, Venedig, ca. 1618
- Maria di Mosè und Rebecca am Brunnen, Santa Maria di Canepanova, Pavia, 1620–23
- Martyrium des Hl. Bartholomäus, Museo Camuno, Breno (Val Camonica), datiert 1622.
- Kreuzigung, Sant’Alessandro, Mailand, 1623–26
- Musizierende Engel, Fresken im Chor der Kirche SS. Paolo e Barnaba, Mailand, 1624–25
- Anbetung der Könige, Gemeindekirche von Biumo Inferiore (Varese), 1627 (?)